# Mid-Channel
Mid-Channel è un film muto del 1920 diretto da Harry Garson. Il regista fu anche produttore della pellicola attraverso la sua casa di produzione, la Garson Studios. Interpreti del film erano Clara Kimball Young, J. Frank Glendon, Edward Kimball (padre dell'attrice), Bertram Grassby.

La sceneggiatura di George Ingleton si basa sull'omonimo lavoro teatrale di sir Arthur Wing Pinero, andato in scena all'Empire Theatre di Broadway il 31 gennaio 1910 che aveva avuto come protagonista Ethel Barrymore.

Parte dell'interesse del film si basava sugli eleganti abiti firmati da due noti nomi della moda, l'inglese Lady Duff Gordon e la francese Jeanne Lanvin.

## Trama
Non è un momento facile per la vita coniugale di Zoe e Theodore Blundell, due coniugi in piena crisi. Lei, stanca di lui, cerca altre compagnie e la cosa trasforma il malcontento tra i due in guerra aperta. Zoe finisce per andare via di casa, partendo per l'Italia dove viene seguita da Leonard Ferris, un suo vecchio spasimante. Rimasto solo, Theodore va a vivere con Annerly, una giovane vedova. Quando Zoe, ritornata dall'Europa, vuole riconciliarsi con il marito, quest'ultimo la respinge, dicendole di ritornare da Ferris. Ma l'amante è segretamente fidanzato con un'altra donna e quando Zoe lo viene a sapere, disperata, si lancia da una finestra. Ma, svegliandosi, scopre che quella storia è stata solo un incubo. Messa in guardia dal suo sogno dai pericoli cui può andare incontro, Zoe di riconcilia con il marito.

## Produzione
Il film fu prodotto dalla Garson Studios.

## Distribuzione
Distribuito dalla Equity Pictures Corporation, il film uscì nelle sale statunitensi il 27 settembre 1920.
Copia completa della pellicola si trova conservata negli archivi della Library of Congress di Washington. Il film, masterizzato, è stato distribuito in DVD in una versione di 68 minuti commercializzata nel 2014 dalla Grapevine Video insieme a un altro film interpretato da Clara Kimball Young e diretto da Harry Garson, Straight from Paris.

## Galleria d'immagini

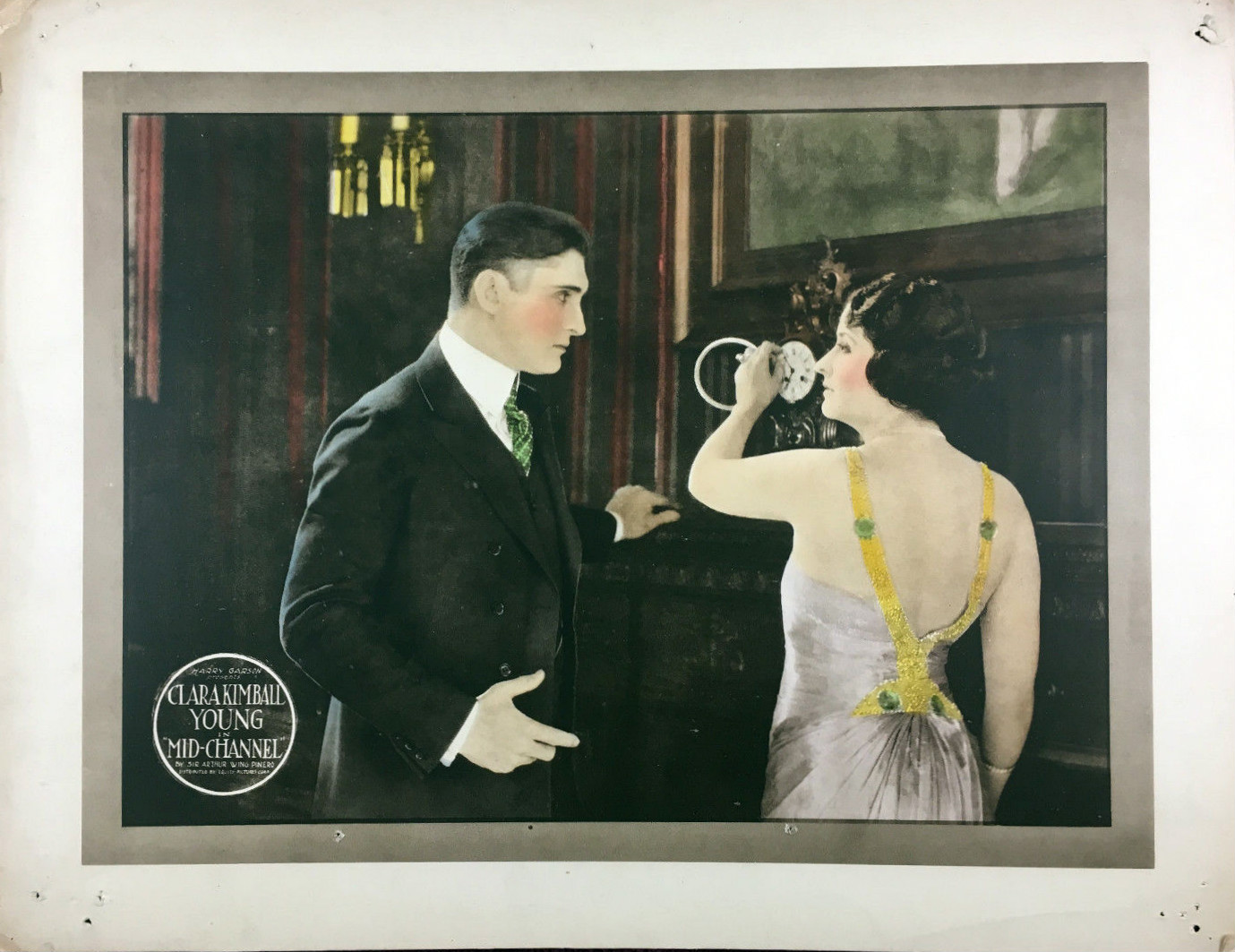
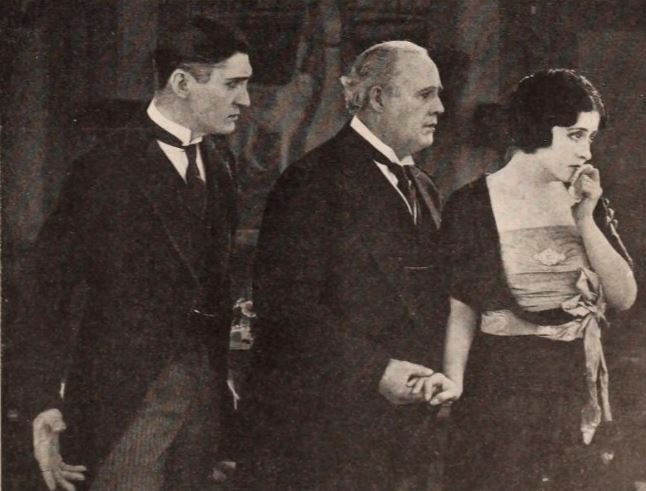
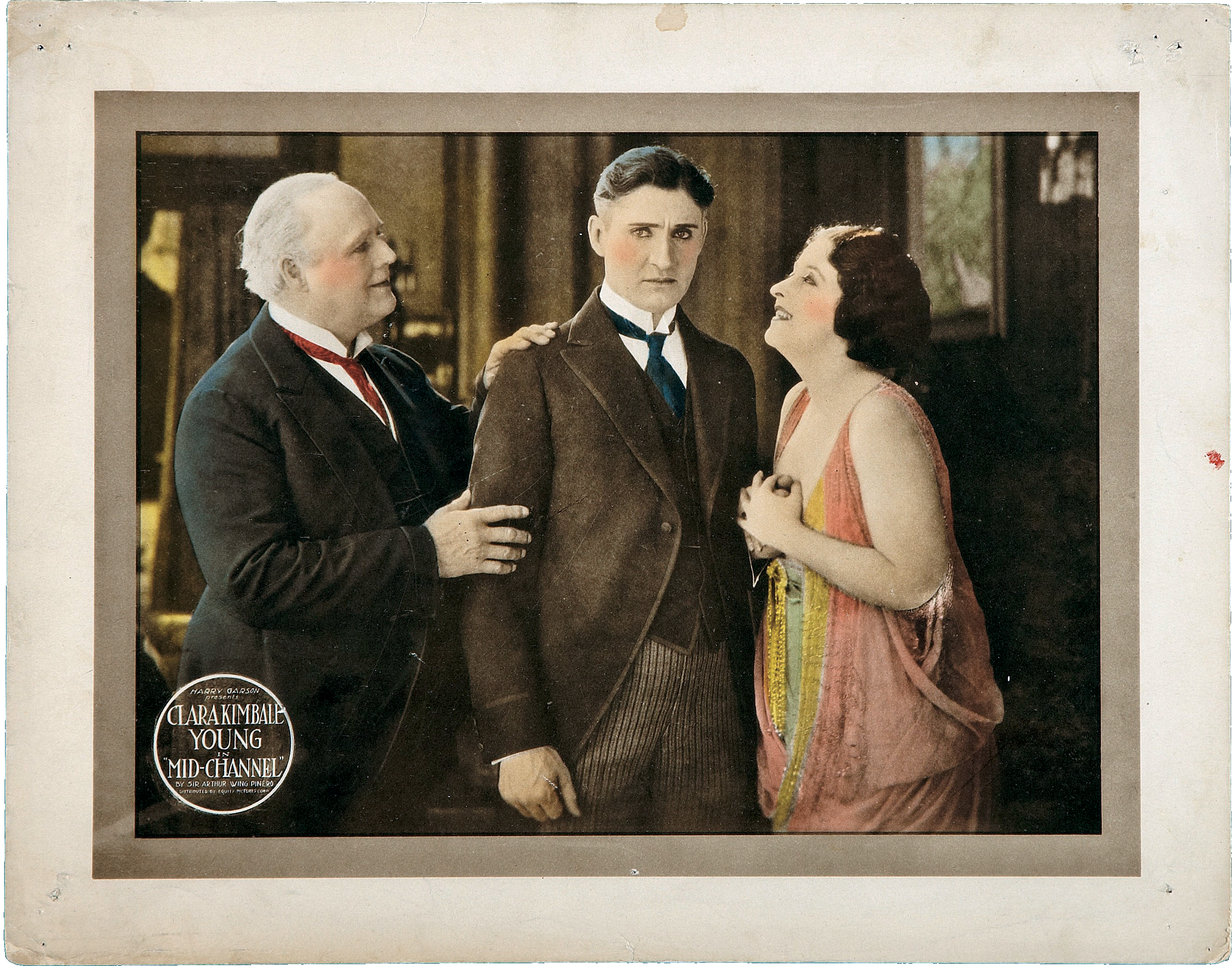